# Papyrus 56
Papyrus 56 (in de nummering van Gregory-Aland, of {\displaystyle {\mathfrak {P}}}56, is een oud handschrift in het Grieks op papyrus van het Nieuwe Testament. Op grond van schrifttype is het gedateerd als 5e/6e-eeuws. De tekst is Handelingnen 1:1.4-5.7.10-11. Het wordt bewaard in de Österreichische Nationalbibliothek (Pap. Vindob. G. 19918) in Wenen.

## Tekst
De Griekse tekst van deze codex is een vertegenwoordiger van de Alexandrijnse tekst. Aland plaatst het in Categorie II.